# 天下無敵のゴーヤーマン☆
『天下無敵のゴーヤーマン☆』（てんかむてきのゴーヤーマン）は、お笑いコンビ・ガレッジセールの1枚目のシングル。2001年10月31日にR and Cから発売された。

## 概要
ゴリ・川田広樹ともにレギュラー出演した2001年度上半期のNHK連続テレビ小説『ちゅらさん』挿入歌で、劇中キャラクター・ゴーヤーマンをテーマにした楽曲である。
『ちゅらさん』脚本の岡田惠和、音楽監修の丸山和範が作詞・作編曲を手がけた。
ドラマ終了後にNHK『みんなのうた』放送曲となり、シングルCDが発売された。
アニメーションは、番組初参加の木下洋子と、同じく番組初参加の松浦由美子による共同制作。
ガレッジセールはこの後テレビ番組の企画でGLAYやSOPHIAとコラボレーションしシングルを発表、2005年にゴリはコント番組発のキャラクター・ゴリエとして『紅白歌合戦』出場を果たしたが、ガレッジセール名義の音楽作品はこれ以降発売されていない。

## 収録内容
1. 天下無敵のゴーヤーマン☆ [3:47]
  - 作詞：岡田惠和、作曲・編曲：丸山和範
2. 天下無敵のゴーヤーマン☆（チャンプルー） [4:38]
  - 作詞：岡田惠和、作曲：丸山和範、編曲：D.N Twins1号

タイトル曲のリミックスバージョン。
3. 天下無敵のゴーヤーマン☆（カラオケ） [3:47]